# Scopesis tegularis
Scopesis tegularis är en stekelart som först beskrevs av Thomson 1894.  Scopesis tegularis ingår i släktet Scopesis och familjen brokparasitsteklar. Arten är reproducerande i Sverige. Inga underarter finns listade i Catalogue of Life.